# 고객 관계 관리
고객 관계 관리(顧客關係管理, customer relationship management, 줄여서 CRM)는 소비자들을 자신의 고객으로 만들고, 이를 장기간 유지하고자 하는 경영방식이며 기업들이 고객과의 관계를 관리, 고객 확보, 그리고 고객, 판매인, 협력자와 내부 정보를 분석하고 저장하는데 사용하는 광대한 분야를 아우르는 방법이다.
CRM은 4가지 측면으로 볼 수 있다.
- 지속적인 관계(즉, 로열티 Loyalty)를 얻기 위한 고객관리 - 습관적으로 자사의 제품이나 서비스를 구매하도록 하는 마케팅 행위
- 고객의 개별적 특성에 따른 관리 - 개별적인 고객에 대한 1:1 마케팅/서비스
- 정보기술에 의한 관리 - 데이터베이스를 이용하여, 고객의 정보를 관리
- 전사적 차원에서의 관리

## 기본 요소
- 지식(Know): 시장과 고객에 대한 이해 (수익성 높은 고객과 수익성 낮은 고객을 분류, 고객 데이터 웨어하우스 및 데이터 마이닝으로 고객가치 관리)
- 목표(Target): 최적 서비스 개발 (어떤 고객에게 어떤 제품과 서비스를 어떤 채널을 통해 판매할 것인가)
- 판매(Sell): 신규고객 창출 (영업자동화시스템, 캠페인관리시스템)
- 서비스: 기존 고객 유지 (고객 충성도 창출 및 유지하기 위한 고객 서비스, 콜 센터 안내 데스크를 통한 고객지원)

## 분류
CRM은 DBM(Database marketing), 협의의 CRM, 그리고 SFA(Sales Force Automation)으로 구분할 수 있다.

- DBM은 마케팅 분석과 전략을 수립하기 위하여 데이터베이스를 이용하는 것을 말한다.
- 협의의 CRM은 데이터베이스를 구축하여 분석하는 관점보다는 각 고객별로 차별화된 마케팅을 하고자 하는 관점을 강조한다.
- SFA(Sales Force Automation)는 영업 채널의 경쟁력을 강화하기 위한 영업자동화 기술을 의미한다.

## 기능
- 고객분석: 수행하는 기능은 고객 세분화, 이탈고객 분석, 고객가치 분석이 있다.
- 캠페인 관리: 캠페인 기획부터 캠페인 효과분석까지 수행한다.
- 고객응대: 콜 센터, 영업자동화(sales force automation)및 고객지원센터, 텔레마케팅 등을 수행한다.
- 고객정보: 데이터 웨어하우스, 데이터 마이닝 등 분석작업을 수행한다.
- 컨설팅/통합: 분석한 고객 데이터의 기반이 되는 전략컨설팅과 시스템 통합을 수행한다.[2]

## 기대효과
CRM의 기대효과는 다음과 같다.
- 고객관계 강화를 통한 수익성 증대
- 목표 마케팅(target marketing)가능
- 잠재고객의 프로파일 정보를 이용한 전략적 영업정보화
- 고객의 수익 기여도에 따른 전략수립
- 우량고객의 이탈 방지: 경보시스템을 통한 이탈가능 고객 집중관리
- 휴면고객 활성화
- 교차판매, 상향판매, 재판매 등을 통한 고객가치 증대

## e-CRM
e-CRM이란 인터넷 상의 CRM을 의미한다. 고객의 웹사이트에서 이루어지는 활동들을 웹로그로 관리하고 기록하여 고객의 형태에 대한 정보를 분석하고 그에 맞추어 기업의 입장에서 여러 가지 홍보, 이벤트, 캠페인 등의 활동을 수행할 수 있다.

## 적용 분야
- 판매: 소매점 판매, 현장 판매, 통신 판매, 웹 판매
- 마케팅: 캠페인, 컨텐츠 개발
- 서비스: 콜센터, 웹서비스, 무선서비스
- 개발: 신상품개발, 사업개발

## 같이 보기
- 경영정보시스템
- 전사적 자원 관리(ERP)
- 생산 관리 시스템(MES)
- 고객감동